# Фёдоров, Евгений Александрович
Евгений Александрович Фёдоров (15 (27) января 1897 — 2 апреля 1961) — советский писатель, очеркист, широко известный по трилогии «Каменный пояс».

## Биография
Родился 15 [27] января 1897 в селе Видзы (ныне Витебская область, Беларусь).
Участвовал в Первой мировой войне, штурмовал Зимний дворец, в Гражданскую войну партизанил на Урале в тылу белогвардейцев под руководством В. К. Блюхера, затем командовал в 1919 году эскадроном, вступил в РКП(б). Был ранен, контужен.
Написал книги о колхозной жизни «Соломонея», «Комбайнёры», «Трактористка Евланова».
Во время Великой Отечественной войны защищал Ленинград в составе писательской группы Северо-Западного фронта, майор. Прокладывал «Дорогу жизни» по льду Ладожского озера.
На тему Великой Отечественной войны создано около 300 художественных произведений, в том числе книга очерков «Ледовая дорога», а также «Гроза над Шелонью», «Партизанские рассказы», «Защитники Ленинграда», «Отвага», «Гвардейцы», «Сильнее смерти» и др.
С 1953 по 1961 год жил и работал в посёлке Репино.
Наиболее известные произведения — трилогия «Каменный пояс» (1940—1952) и исторический роман «Ермак» (1955, в двух томах).
Умер 2 апреля 1961 года в Ленинграде. Похоронен на Богословском кладбище (Невская дорога, уч. 39); на могиле — гранитная стела с барельефом (скульптор Н. А. Соколов).

## Награды
- орден Отечественной войны II степени (30.06.1945)
- 2 ордена Трудового Красного Знамени (12.03.1947; 18.01.1957)
- медаль «Партизану Отечественной войны» I степени (10.03.1944)
- другие медали